# 알제트강

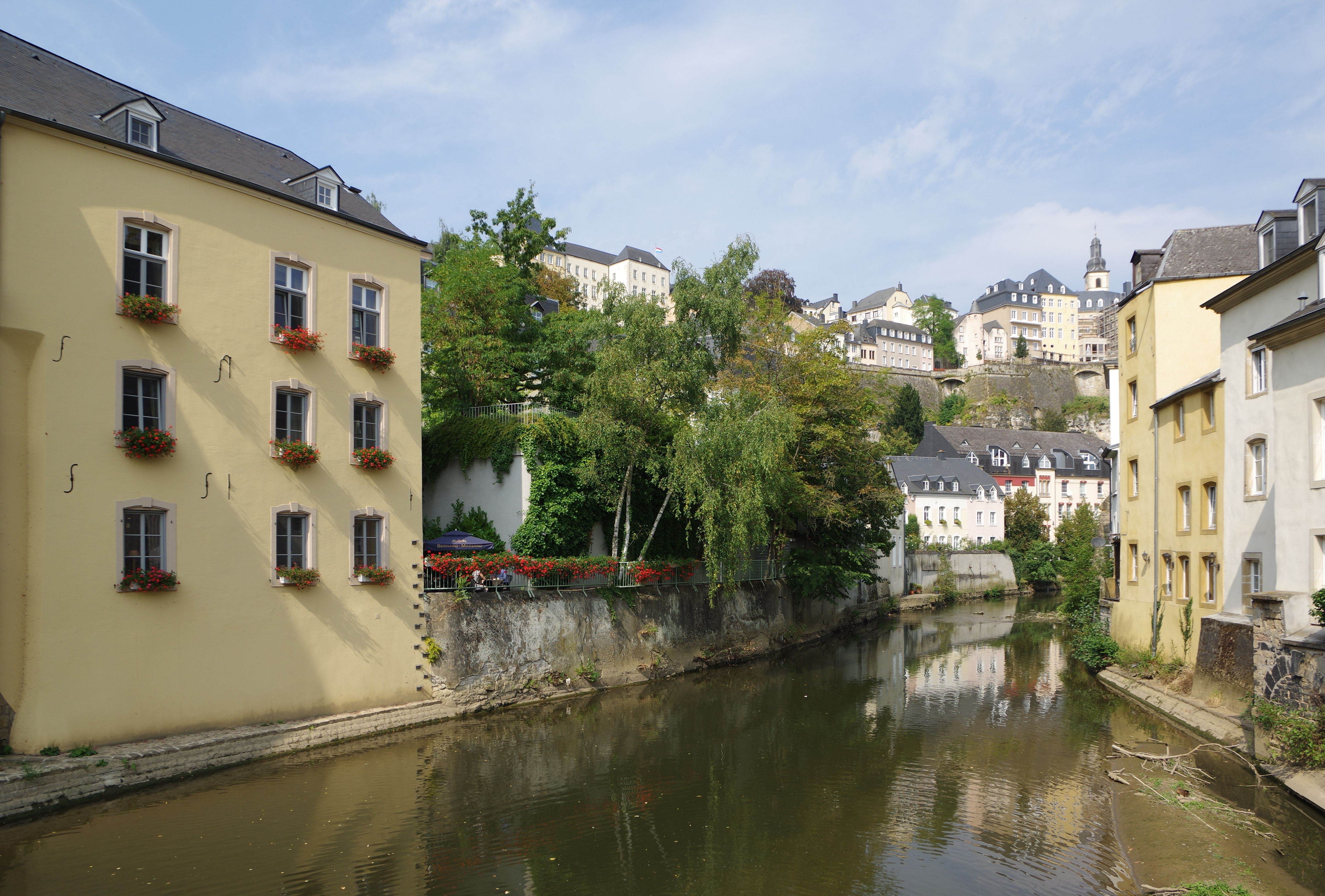
룩셈부르크를 흐르는 알제트강의 모습

알제트강(프랑스어: Alzette, 룩셈부르크어: Uelzecht, 독일어: Alzig)은 룩셈부르크, 프랑스에 위치한 강으로 길이는 73 km이다. 자우어강 우안의 지류이다.
프랑스 뫼르트에모젤주에 위치한 틸(Thil) 마을에서 발원하여 룩셈부르크 국경 방향으로 흘러간다. 룩셈부르크에 위치한 도시인 에슈쉬르알제트, 룩셈부르크시, 메르슈를 흐른 다음에 에텔브루크 인근에서 자우어 강과 합류한다.